# Bailleul-la-Vallée
Bailleul-la-Vallée är en kommun i departementet Eure i regionen Normandie i norra Frankrike. Kommunen ligger i kantonen Cormeilles som tillhör arrondissementet Bernay. År 2022 hade Bailleul-la-Vallée 97 invånare.

## Befolkningsutveckling
Antalet invånare i kommunen Bailleul-la-Vallée
Referens:INSEE